# Dianwéli
Dianwéli, o anche Dianwély, è un comune rurale del Mali facente parte del circondario di Douentza, nella regione di Mopti.
Il comune è composto da 8 nuclei abitati:
- Beni
- Dianwéli Kessel
- Dianwéli Maoundé (centro principale)
- Fombori Do
- Gamni
- Guereban
- Guimel
- Soroni